# Docteur Faustus
Ne doit pas être confondu avec Le Docteur Faustus.
Le Docteur Faustus est un super-vilain appartenant à l'univers de Marvel Comics. Il apparaît pour la première fois dans Captain America (v1) #107 (novembre 1968), par Stan Lee et Jack Kirby. Ce personnage est inspiré par La Tragique Histoire du docteur Faust et Le Docteur Faustus.

## Origine
Johann Fennhoff est né à Vienne (Autriche). Après des brillantes études en psychiatrie, il devient un criminel notoire. Se proclamant le « Maître des Esprits des Hommes », il se sert de mentalisme, de chantage et d'hypnose pour s'enrichir. Il pousse ses victimes jusqu'à ce qu'elles atteignent une certaine position dans une société, puis les contraint à lui léguer leur fortune, et provoque leur mort par accident ou suicide.
Venu s'installer aux États-Unis, il travaille pour un parti d'extrême-droite, et fait partie de l'équipe qui conçoit l'agent nazi surnommé le Grand Director. Il est rapidement confronté à Captain America ; il rend amnésique la tante de Sharon Carter, Peggy, résistante pendant la Guerre. Il affronte également brièvement Spider-Man.
Plus tard, il capture Sharon Carter et la conditionne pour qu'elle se suicide, mais celle-ci parvient tout de même à survivre. Pendant un combat avec Captain America, ses jambes sont écrasées lors d'une chute.
Il fut aussi un adversaire des Quatre Fantastiques, en particulier de Red Richards, qu'il manipula.

## Pouvoirs
- Le Docteur Faustus n'a pas de super-pouvoirs.
- C'est un criminel de génie, et un fin stratège. Docteur en psychiatrie, il maîtrise les techniques de l'hypnose et de la suggestion mentale.
- Il a déjà utilisé des appareils de haute technologie par le passé, comme des androïdes et des projecteurs holographiques.
- N'étant pas un combattant, il est souvent accompagné d'hommes de main.
- Faustus est handicapé et se déplace avec une canne ou en fauteuil roulant.

## Apparitions dans d'autres médias

### Univers cinématographique Marvel

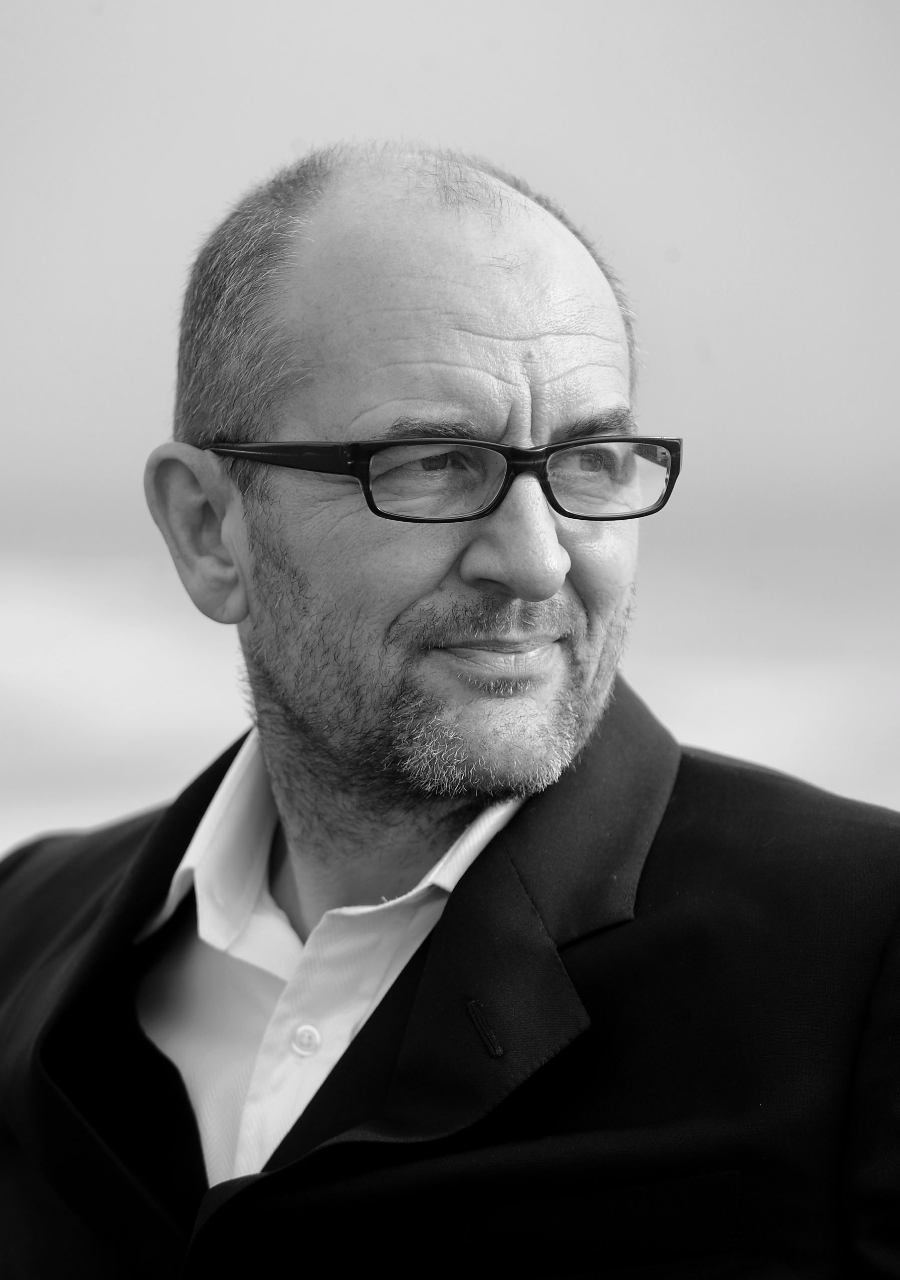
Ralph Brown incarne Dr Fennhoff / Ivchenko dans la Saison 1 de la série Agent Carter (2015).

Interprété par Ralph Brown dans l'univers cinématographique Marvel : 
- 2013-2014 : Agent Carter (série télévisée): Le Dr Fennhof est un agent du Léviathan, l'équivalent soviétique de la Section Scientifique de Réserve (prédécesseur du SHIELD). Après avoir perdu son frère à la bataille de Finow — au cours de laquelle les troupes russes devinrent folles et s'entretuèrent après avoir testé un gaz expérimental, le "Gaz de Minuit", mis au point par Howard Stark et volé par l'Armée américaine — il mena pour le compte du Léviathan une campagne visant à gazer Times Square durant la célébration du V-E Day tout en faisant porter le chapeau à Stark.